# Kaiserpreis für Flugmotoren
Der Kaiserpreis für den besten deutschen Flugzeugmotor war ein im Jahre 1912 von Kaiser Wilhelm II. mit einem Preisgeld von 50.000 Mark ausgeschriebener Wettbewerb deutscher Motorenhersteller. Verschiedene Behörden des Deutschen Reichs und des Preußischen Staats stockten das Preisgeld auf insgesamt 125.000 Mark auf. Sieger wurde der Vierzylindermotor Benz FX von Benz & Cie., Rheinische Automobil- und Motorenfabrik AG, Mannheim.

## Geschichte
Bald nach dem Erstflug der Brüder Wright im Jahre 1903 begannen die Militärführungen der größeren Mächte, so auch des Deutschen Reichs, sich für die militärische Nutzung des Flugzeugs zu interessieren. In Deutschland wurde am 1. Mai 1910 die „Provisorische Militärfliegerschule Döberitz“ eingerichtet, an der erste Flugversuche unternommen wurden. 1911 wurde die Inspektion des Militär-Luft- und Kraftfahrzeugwesens (ILuK) unter Generalmajor Wilhelm Messing gebildet, der die Fliegertruppe und die Luftschiffertruppe unterstanden, und 1912 wurde innerhalb der Preußischen Armee die Königlich-Preußische Fliegertruppe ins Leben gerufen.
Da Frankreich bereits 1909 mit dem Aufbau einer Luftstreitkraft begonnen (Die neugeschaffene Aéronautique Militaire wurde 1912 formell in die Streitkräfte eingegliedert.) und gleichzeitig eine gezielte Förderung der Motorenindustrie in die Wege geleitet hatte, befand sich das Deutsche Reich hinsichtlich Flugzeugmotoren technologisch im Rückstand. Diesen hoffte man durch die Ausschreibung von entsprechenden Wettbewerben aufzuholen.
Am 27. Januar 1912, seinem Geburtstag, erging ein Erlass Kaiser Wilhelms II., wonach an seinem nächsten Geburtstag eine Summe von 50.000 Mark an den/die Hersteller des Flugmotors gezahlt werden sollte, der bei einer vorzunehmenden Prüfung als bester deutscher Flugmotor hervorginge. Die Initiative dazu ging vom Kaiserbruder Heinrich aus. Der Kaiser stellte die Summe für den Siegerpreis aus seiner Privatschatulle zur Verfügung. Verschiedene Reichs- und preußische Behörden steuerten zusätzliche Gelder ein, so dass auch für die Plätze 2 bis 5 Preisgeld vergeben werden konnte (30.000, 20.000, 15.000 und 10.000 Mark). Im April 1912 wurde die Ausschreibung zum Wettbewerb um den Kaiserpreis für den besten deutschen Flugmotor veröffentlicht. Das Reichsamt des Innern bildete einen Wettbewerbsausschuss sowie ein davon unabhängiges Preisgericht aus sieben Sachverständigen (sechs Hochschulprofessoren und ein Abteilungsleiter aus dem Reichsmarineamt), und am 7. Mai wurden die detaillierten Wettbewerbsbestimmungen und die Höhe der Preisgelder veröffentlicht.
Für die Prüfung der Motoren wurde eigens eine neue, unabhängige Institution geschaffen, der am 18.–20. April 1912 in Berlin-Adlershof gegründete „Verein Deutsche Versuchsanstalt für Luftfahrt e. V.“ (DVL) unter der vorläufigen Präsidentschaft von Oberst Hugo Schmiedecke. Im Oktober 1912 wurde der aus dem aktiven Heeresdienst ausgeschiedene damalige Oberst und im Ersten Weltkrieg zum Generalleutnant beförderte Hermann Rieß von Scheurnschloß Präsident der DVL.
Die ausgelobten Preisgelder und die Aussicht auf mögliche lukrative staatliche Aufträge sorgten für reges Interesse. Ab Anfang Juli liefen die Anmeldungen zum Wettbewerb ein. Von 26 Bewerbern wurden insgesamt 44 Motoren angemeldet, darunter waren 30 wassergekühlte Standmotoren und 14 Umlaufmotoren, drei waren Zweitakter und einer ein Eintakter. Die meisten Firmen hatten auch Ersatzmotoren (insgesamt 24) angemeldet, die eingesetzt werden durften, sollte an dem jeweiligen Erstmodell ein unverschuldeter Schaden auftreten. Drei Bewerber mit jeweils einem Motor schieden in der Folge wegen Nichterfüllung der Wettbewerbsbedingungen aus. Von den 65 zum Wettbewerb zugelassenen Motoren wurden dann in der Zeit vom 25. Oktober bis zum 10. November nur 26 Erst- und 17 Ersatzmotoren von 14 Bewerbern eingeliefert. Die Prüfungen durch die DVL erfolgten ab Oktober 1912.
Bewertet wurden Verbrauch, Leistungsgewicht, leichtes Ingangsetzen, Betriebssicherheit und einfache Wartung. Die Prüfversuche wurden in folgender Weise durchgeführt:
1. Vorversuch, bei dem der Motor 15 Minuten mit voller Leistung und fünf Minuten mit verminderter Drehzahl zu laufen hatte. Dabei wurde die allgemeine Betriebssicherheit festgestellt und auf die Schnelligkeit der Inbetriebnahme geachtet;
2. Steigungsversuch, bei dem der Motor auf einer Schrägstellvorrichtung montiert war. Zunächst wurde der Motor in waagerechter Lage angeworfen und wurde anschließend in eine Steigungslage von +10° angehoben und musste dabei 15 Minuten mit voller Leistung laufen; dann wurde der Motor zügig auf bis zu 15° abwärts gesenkt und musste in dieser Lage fünf Minuten mit voller und dann zehn Minuten mit verminderter Drehzahl laufen und schließlich nochmals in waagerechter Lage fünf Minuten lang mit voller Drehzahl, wobei der Übergang von verlangsamter auf die volle Drehzahl noch zweimal wiederholt und dabei darauf geachtet wurde, ob der Motor jeweils sofort auf volle Leistung ging. Diese Versuche wurden von allen Motoren bestanden.
3. Hauptversuch, bei dem der Motor sieben Stunden lang ohne Unterbrechung bei voller Leistung arbeiten musste. Eingriffe oder Nachhilfen waren nicht zugelassen. Es durfte lediglich von einem 1,5 Meter entfernten Bedienstand, Zündung, Vergasung, Öl- und Benzinzufuhr nach Belieben geregelt werden, sofern die Bewerber dafür Vorrichtungen am Motor angebracht hatten. Nach den Wettbewerbsbestimmungen musste der Versuch abgebrochen werden, sobald die Drehzahl länger als eine Minute unter 85 % der anfänglichen sank. Der unterbrochene Versuch durfte nur einmal wiederholt angefangen werden, sofern die Störung durch den Motor oder den Bewerber verursacht wurde.
4. Nachversuche: Von den 17 Motoren, die Anfang Januar 1913 die zuvor genannten Versuche bestanden hatten, wurden außer den fünf leichtesten Motoren noch fünf weitere Motoren fortgesetzten Dauerversuchen unterworfen. Die Nachversuche bestanden in zweimal dreistündigem Dauerlauf. In den letzten zwei Stunden wurden die Bedingungen nochmals erschwert, indem eine Stunde lang durch verstärkte Belüftung die Gefahr einseitiger Kühlung der Zylinder erhöht wurde. Eine halbe Stunde lang wurde dann die Kühlwasserzuflusstemperatur auf 90–95 °C gesteigert. In der letzten halben Stunde wurde schließlich die Drehzahl um 100–150 Umdrehungen in der Minute gegenüber derjenigen des Hauptversuchs gesteigert, indem die Luftschraube des Motors durch eine andere, unmittelbar vor ihr durch einen 150-PS-Elektromotor angetriebene Schraube ein allmählich immer stärker werdender Luftstrom zugeblasen wurde, bis die gewünschte Steigerung erreicht war.

| Firma    | Nr. | Hauptmaße: Zylinder- | Hauptmaße: Zylinder- | Hauptmaße: Zylinder- | Versuchswerte                | Versuchswerte                   | Versuchswerte     | Versuchswerte          | Versuchswerte          | Versuchswerte          | Eigen- gewicht mit Kühler ohne Behälter kg | Einheitsgewicht             | Einheitsgewicht             | Bemerkung |
| Firma    | Nr. | Hauptmaße: Zylinder- | Hauptmaße: Zylinder- | Hauptmaße: Zylinder- | Versuchswerte                | Versuchswerte                   | Versuchswerte     | Versuchswerte          | Versuchswerte          | Versuchswerte          | Eigen- gewicht mit Kühler ohne Behälter kg | ohne                        | mit                         | Bemerkung |
| Firma    | Nr. | Hauptmaße: Zylinder- | Hauptmaße: Zylinder- | Hauptmaße: Zylinder- | Dreh- zahl {\displaystyle n} | Mittlerer Arbeits- druck kg/cm³ | Nutz- leistung PS | Betriebsstoffverbrauch | Betriebsstoffverbrauch | Betriebsstoffverbrauch | Eigen- gewicht mit Kühler ohne Behälter kg | Betriebsstoffe und Behälter | Betriebsstoffe und Behälter | Bemerkung |
| Firma    | Nr. | Anzahl               | Bohrung mm           | Hub mm               | Dreh- zahl {\displaystyle n} | Mittlerer Arbeits- druck kg/cm³ | Nutz- leistung PS | Benzin kg/PS-Std.      | Öl kg/PS-Std.          | Gesamt kg/PS-Std.      | Eigen- gewicht mit Kühler ohne Behälter kg | kg/PS                       | für 7 Stdn. kg/PS           | Bemerkung |
| -------- | --- | -------------------- | -------------------- | -------------------- | ---------------------------- | ------------------------------- | ----------------- | ---------------------- | ---------------------- | ---------------------- | ------------------------------------------ | --------------------------- | --------------------------- | --------- |
| Benz     | 11  | 4                    | 130                  | 180                  | 1288                         | 7,52                            | 102,7             | 0,211                  | 0,019                  | 0,230                  | 192,77                                     | 1,88                        | 3,81                        | 1. Preis  |
|          |     |                      |                      |                      |                              |                                 |                   |                        |                        |                        |                                            |                             |                             |           |
| Daimler  | 20g | 6                    | 105                  | 140                  | 1387                         | 8,04                            | 090,1             | 0,228                  | 0,017                  | 0,245                  | 176,06                                     | 1,96                        | 4,06                        | 2. Preis  |
| Daimler  | 20b | 4                    | 120                  | 140                  | 1412                         | 7,28                            | 072,3             | 0,226                  | 0,021                  | 0,247                  | 159,11                                     | 2,20                        | 4,28                        | 4. Preis  |
| Daimler  | 20d | 4                    | 140                  | 150                  | 1373                         | 7,17                            | 100,6             | 0,221                  | 0,018                  | 0,239                  | 221,20                                     | 2,20                        | 4,24                        |           |
| Daimler  | 20a | 4                    | 120                  | 140                  | 1343                         | 7,56                            | 071,4             | 0,2255                 | 0,014                  | 0,2395                 | 171,08                                     | 2,40                        | 4,42                        |           |
| Daimler  | 20e | 6                    | 120                  | 140                  | 1315                         | 7,53                            | 104,5             | 0,236                  | 0,014                  | 0,250                  | 244,64                                     | 2,34                        | 4,48                        |           |
| Daimler  | 20f | 4                    | 110                  | 140                  | 1396                         | 7,37                            | 060,8             | 0,224                  | 0,013                  | 0,237                  | 150,14                                     | 2,47                        | 4,50                        |           |
| Daimler  | 20c | 4                    | 120                  | 140                  | 1391                         | 6,89                            | 067,4             | 0,223                  | 0,027                  | 0,250                  | 172,36                                     | 2,56                        | 4,65                        |           |
|          |     |                      |                      |                      |                              |                                 |                   |                        |                        |                        |                                            |                             |                             |           |
| NAG      | 22b | 4                    | 135                  | 160                  | 1344                         | 7,10                            | 097,0             | 0,217                  | 0,017                  | 0,234                  | 214,83                                     | 2,22                        | 4,22                        | 3. Preis  |
| NAG      | 22c | 4                    | 120                  | 120                  | 1408                         | 6,67                            | 056,6             | 0,232                  | 0,004                  | 0,236                  | 125,75                                     | 2,23                        | 4,27                        |           |
|          |     |                      |                      |                      |                              |                                 |                   |                        |                        |                        |                                            |                             |                             |           |
| Argus    | 14b | 4                    | 140                  | 140                  | 1368                         | 7,49                            | 098,0             | 0,239                  | 0,040                  | 0,279                  | 193,14                                     | 1,97                        | 4,31                        | 5. Preis  |
| Argus    | 14a | 4                    | 125                  | 130                  | 1342                         | 7,56                            | 072,0             | 0,263                  | 0,037                  | 0,300                  | 160,80                                     | 2,24                        | 4,75                        |           |
| Argus    | 14d | 6                    | 125                  | 130                  | 1370                         | 7,11                            | 103,5             | 0,262                  | 0,030                  | 0,292                  | 242,98                                     | 2,34                        | 4,80                        |           |
|          |     |                      |                      |                      |                              |                                 |                   |                        |                        |                        |                                            |                             |                             |           |
| Mulag    | 13  | 6                    | 110                  | 170                  | 1346                         | 7,12                            | 103,0             | 0,236                  | 0,0095                 | 0,2455                 | 265,84                                     | 2,58                        | 4,65                        |           |
|          |     |                      |                      |                      |                              |                                 |                   |                        |                        |                        |                                            |                             |                             |           |
| Schröter | 21  | 6                    | 124                  | 160                  | 1252                         | 5,57                            | 090,0             | 0,278                  | 0,021                  | 0,299                  | 212,14                                     | 2,36                        | 4,86                        |           |

## Gewinner
Die Benz & Cie., Rheinische Automobil- und Motorenfabrik AG aus Mannheim gewann den Wettbewerb mit ihrem von dem Ingenieur Arthur Berger entwickelten wassergekühlten 9,5-Liter 77 kW (105 PS) Vierzylindermotor Benz FX, dem ersten von Benz & Cie. entwickelten Motor für Flugzeuge. Die 50.000 Goldmark gingen an die Technische Hochschule Karlsruhe. Den zweiten Platz, den Reichskanzlerpreis, errang der Mercedes DF 80 von Daimler, ein 67 kW (91 PS) starker 7,2-Liter-Sechszylinder. Auf dem dritten Platz folgte ein Vierzylinder mit 97 PS von der Neue Automobil-Gesellschaft (NAG). Der vierte ging wiederum an Daimler mit dem 9,2-Liter-72-PS-Vierzylinder-G-4F. Die beiden Motoren von Daimler wurden 1913 in ihren Rennwagen eingesetzt. Die Argus Motoren Gesellschaft schließlich gewann den fünften Preis mit einem 98-PS-Vierzylinder. Alle fünf platzierten Motoren waren wassergekühlt.
Die grundlegenden Konstruktionsmerkmale des Siegermotors Benz FX wurden in den folgenden Modellen der Firma beibehalten, insbesondere bei den Sechszylindermotoren Benz Bz I (100 PS), Benz Bz II (110 PS) und Benz Bz III (150 PS), die teilweise zu Tausenden in verschiedenen Maschinen der Fliegertruppe des Deutschen Heeres verwendet wurden.
Mit dem zweitplatzierten Daimler-Flugmotor (DF 80) stellte Leutnant Ernst Canter am 31. März 1913 mit einer Rumpler-Taube einen Entfernungs- und Dauerflugweltrekord mit einem Fluggast auf, indem er in 6 Stunden und 9 Minuten über eine Strecke von 599 Kilometern von Jüterbog nach Lübeck flog.

## Kaiserpreis für Flugmotoren 1914
Bereits kurz nach der Bekanntgabe der Kriterien zum Kaiserpreis für Flugzeugmotoren im Frühjahr 1912 wurden von französischen Flugmotor-Herstellern neue leistungsstarke Motoren vorgestellt. Der Weltmarktführer für Flugmotoren Gnome stellte auf dem Grand Prix de l’Aéro-Club de France im Juni 1912 seinen luftgekühlten Umlaufmotor Gnome Lambda mit 80 PS vor. Ein Motor der durch sein gutes Leistungsgewicht seine Minderleistung kompensierte (Gnome Lambda 87 kg, Kaiserpreis Gewinner Benz FX 193 kg (155 kg ohne Kühler)), sowie im Katalog vom Oktober 1913 seine neusten Motoren den 100 PS Gnome Delta (135 kg) und den für Flugwettbewerbe konzipierten 200 PS Gnome Delta-Delta vor. Luftgekühlte Umlaufmotoren wurden erfolgreich auch von Le Rhône angeboten, wie im September 1912 der 9C mit 80 PS. Salmson präsentierte auf der Pariser Luftfahrtausstellung Oktober 1912 seinen 9 Zylinder Versuchsmotor C9 mit 300 PS (449 kg ohne Kühler) sowie im April 1913 auf der Veranstaltung von Monaco für Wasserflugzeuge den 14 Zylinder 2M7, einen zuverlässigen wassergekühlten Sternmotor mit 200 PS (299 kg ohne Kühler).
Wegen der ständig steigenden Anforderungen an die Flugzeugmotoren, wurde bereits am 12. Dezember 1913 Bestimmungen für den zweiten Kaiserpreis-Wettbewerb für Flugmotoren bekanntgegeben. Die Anmeldungen sollten bis zum 1. Mai 1914 erfolgen und Leistung von wenigstens 80, höchstens 200 PS haben. Einlieferung der Motoren zur Prüfung bis zum 1. September 1914. Die Prüfung der Motoren war in der Motorenabteilung der Deutschen Versuchsanstalt für Luftfahrt am Flugplatz Adlershof bei Berlin vorgesehen und die Ergebnisse bis zum 1. Jan 1915 dem Preisgericht vorzulegen. Fünfzehn Firmen gaben Meldungen für insgesamt 35 Motoren von 125–200 PS ab, darunter Argus, Benz, Daimler, Goebel, Oberursel, Schwade und Siemens. Wegen des Beginns des Ersten Weltkrieges kam es nicht mehr zur Austragung.